# Cousins Rock
Der Cousins Rock ist eine isolierte Felsformation im westantarktischen Marie-Byrd-Land. Er ragt östlich des oberen Abschnitts des Berry-Gletschers und des Patton Bluff sowie 5,5 km nordöstlich des Coleman-Nunatak auf.
Der United States Geological Survey kartierte ihn anhand eigener Vermessungen und Luftaufnahmen der United States Navy aus den Jahren von 1959 bis 1965. Das Advisory Committee on Antarctic Names benannte ihn 1974 nach Michael D. Cousins, Ionosphärenphysiker auf der Siple-Station von 1969 bis 1970.